# Заменгоф, Адам Лазаревич
Адам Лазаревич Заменгоф (эсп. Adamo Zamenhof, пол. Adam Zamenhof; 1888—1940) — польский врач-офтальмолог и эсперантист, сын Л. Л. Заменгофа, получил постдокторскую степень (пол. habilitation), умело играл на виолончели.

## Биография
Адам был первым ребёнком в семье создателя эсперанто Л. Л. Заменгофа. По образованию — врач-офтальмолог, работал в Еврейской больнице в Варшаве, с 16 сентября 1939 — её директором. После оккупации Варшавы войсками нацистской Германии 1 октября 1939 был арестован и отправлен в концлагерь в Пальмиры, где 29 января 1940 расстрелян. Был женат на Ванде Залески-Заменгоф (урождённой Френкель), их сын — Луи-Кристоф — известный французский инженер-строитель и эсперантист.

## Книги
- Adam Zamenhof, Reinhard Haupenthal. Contribution à l'étude de l'étiologie et des variations de l’astigmatisme cornéen (фр.). — 1912.

## Увековечивание памяти
- Имя доктора увековечено в музее Яд-ва-Шем[2].
- В университетах продолжают помнить доктора по прошествии более 70 лет. К примеру, в департаменте истории и медицины англ. Medical University of Bialystok, англ. Bialystok прошёл один из семинаров посвящённых Адаму Заменгофу.